# Géographie de la Sarthe
Le département de la Sarthe a été découpé selon des critères géographiques: le bassin supérieur et moyen de la rivière homonyme qui le traverse. Il fait géologiquement partie du Bassin parisien, et une petite partie nord-ouest appartient au Massif armoricain.

## Situation
La Sarthe est centrée sur son fleuve, qui prend naissance dans les collines du Perche (dans l'Orne) et quitte le département vers le sud-ouest et le Maine-et-Loire. Ce département est limitrophe de ceux de Maine-et-Loire, de la Mayenne, d'Eure-et-Loir, de l'Orne et de Loir-et-Cher.
Le point le plus haut se situe dans la partie nord du département dans la forêt de Perseigne, à Villaines-la-Carelle, culminant à 341 m.

Paysages de la Sarthe :
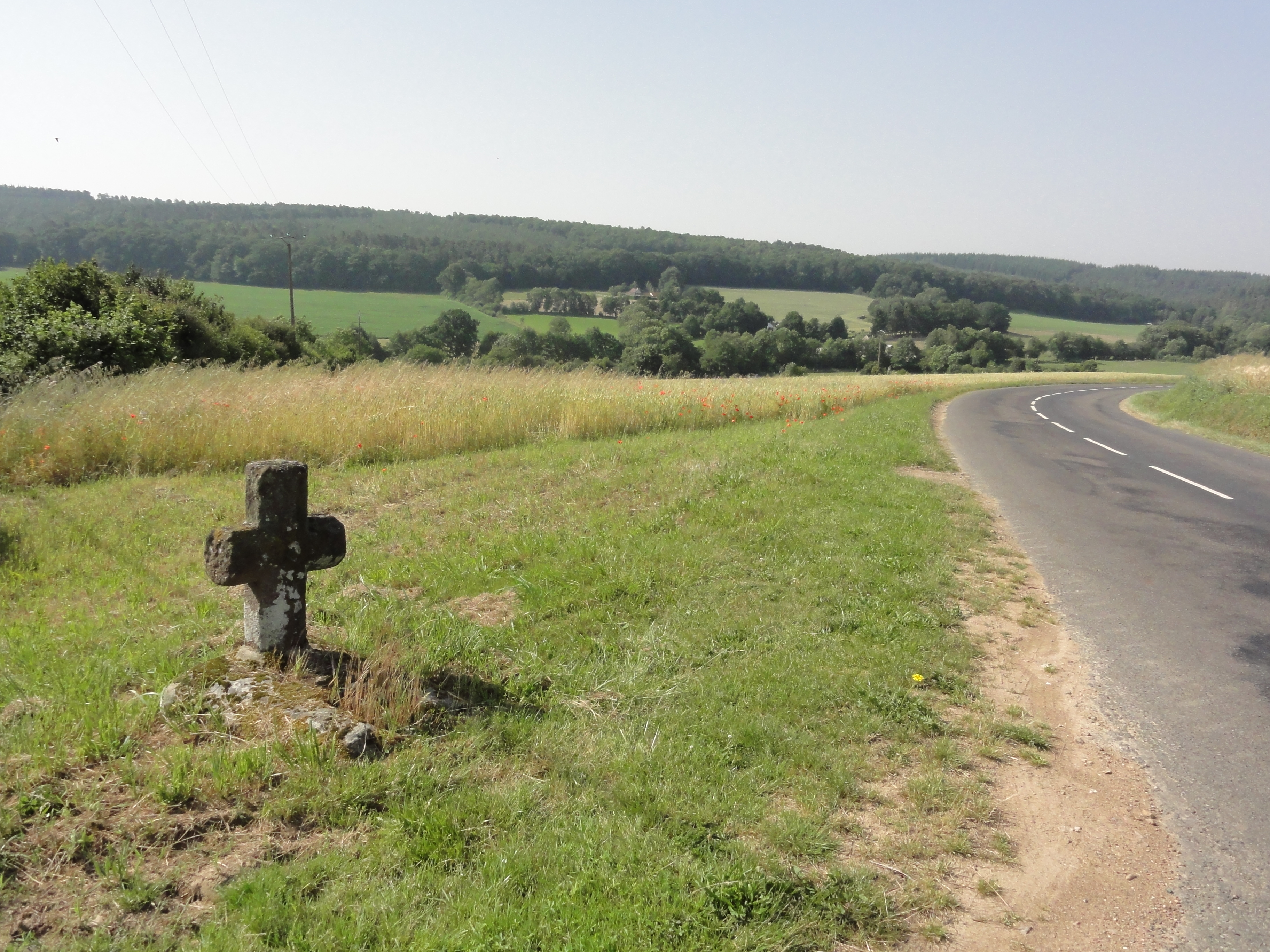
Mont-Saint-Jean, dans le nord-ouest.
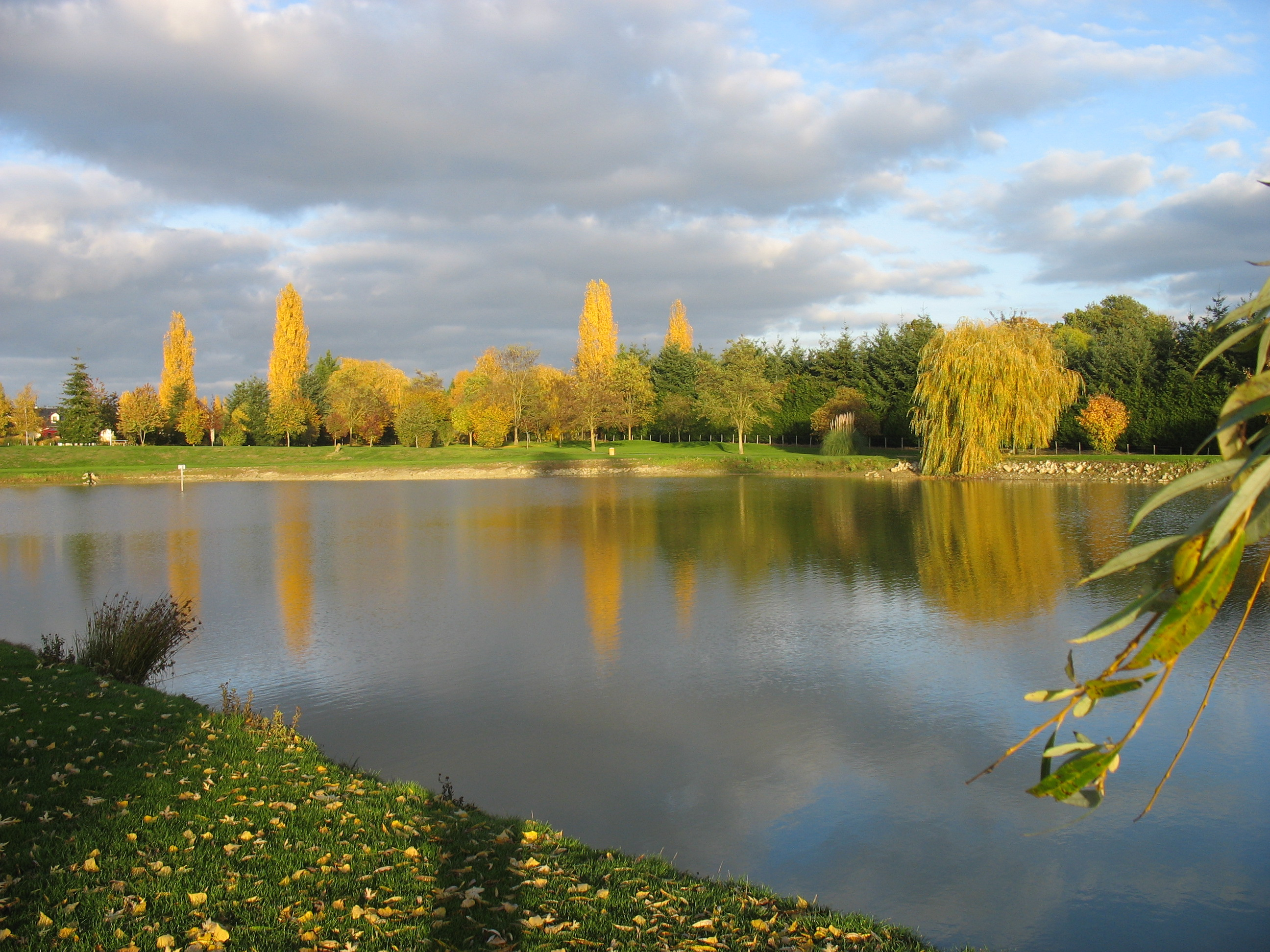
Auvers-le-Hamon, dans le sud-ouest.

## Géologie

La Sarthe est à la limite du Massif armoricain

- Le bassin houiller de Laval daté du Culm, du Viséen supérieur et du Namurien (daté entre -346 et -315 millions d'années)[2].

## Hydrographie

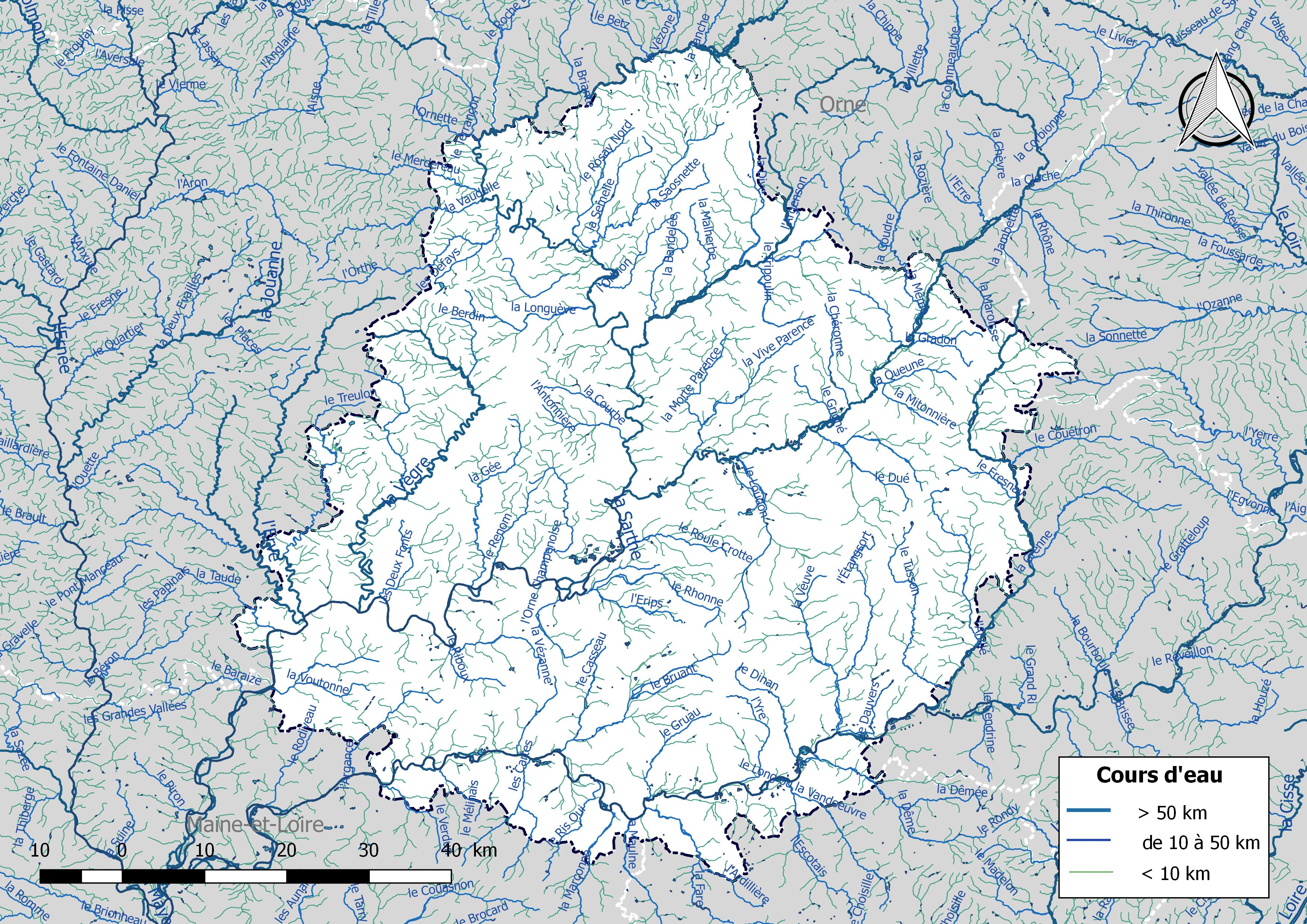
Carte de l'ensemble du réseau hydrographique de la Sarthe.

### Cours d'eau
Le département de la Sarthe est entièrement situé dans le bassin hydrographique Loire-Bretagne. D'une longueur de 4 500 km, le réseau hydrographique départemental comprend 8 cours d'eau de longueur supérieure à 50 km et 86 de longueur supérieure à 10 km. Les principaux cours d'eau sont la Sarthe, le Loir, l'Huisne, le Vègre, l'Erve et la Braye.

#### Domaine public fluvial
L'article L. 2111-7 du Code général de la propriété des personnes publiques (CG3P) indique que le domaine public fluvial naturel est constitué des cours d'eau et lacs appartenant à l’État, aux collectivités
territoriales ou à leurs groupements, et classés dans leur domaine public fluvial (DPF). Le DPF artificiel est défini à l'article L. 2111-10 du CG3P : il comprend les canaux et plans d'eau appartenant à une personne publique ou à un port autonome et classés dans son DPF, ainsi que les ouvrages ou installations dont la destination est liée à la gestion et l'exploitation des canaux et plans d'eau (alimentation en eau, navigation, halage ou exploitation).
Deux cours d'eau sont classés dans le domaine public fluvial départemental : la Sarthe et le Loir.
| Élément du DPF | Transfert de propriété | Propriétaire                                                        | Gestionnaire                                                        | Limite amont du DPF                                 | Limite aval                                                        | Navigabilité  |
| -------------- | ---------------------- | ------------------------------------------------------------------- | ------------------------------------------------------------------- | --------------------------------------------------- | ------------------------------------------------------------------ | ------------- |
| La Sarthe      | Transféré              | Conseil départemental de la Sarthe (pour la section dans la Sarthe) | Conseil départemental de la Sarthe (pour la section dans la Sarthe) | Assise du barrage de Saint Gervais au Mans (Sarthe) | Confluence avec la Mayenne à Angers (Maine-et-Loire)               | Navigable     |
| Le Loir        | Transféré              | Conseil départemental de la Sarthe (pour la section dans la Sarthe) | Conseil départemental de la Sarthe (pour la section dans la Sarthe) | Barrage du moulin de la Pointe, à Marçon (Sarthe)   | Confluence avec la Sarthe à Écouflant et Briollay (Maine-et-Loire) | Non navigable |

### Bassins versants
Les bassins hydrographiques sont découpés dans le référentiel national BD Carthage en éléments de plus en plus fins, emboîtés selon quatre niveaux : régions hydrographiques, secteurs, sous-secteurs et zones hydrographiques. Le département est inclus dans la région hydrographique « la Loire de la Maine à la mer ». Par ailleurs les secteurs et sous-secteurs peuvent être regroupés en quatre grands bassins versants : la Sarthe, le Loir, l'Huisne et la Braye.

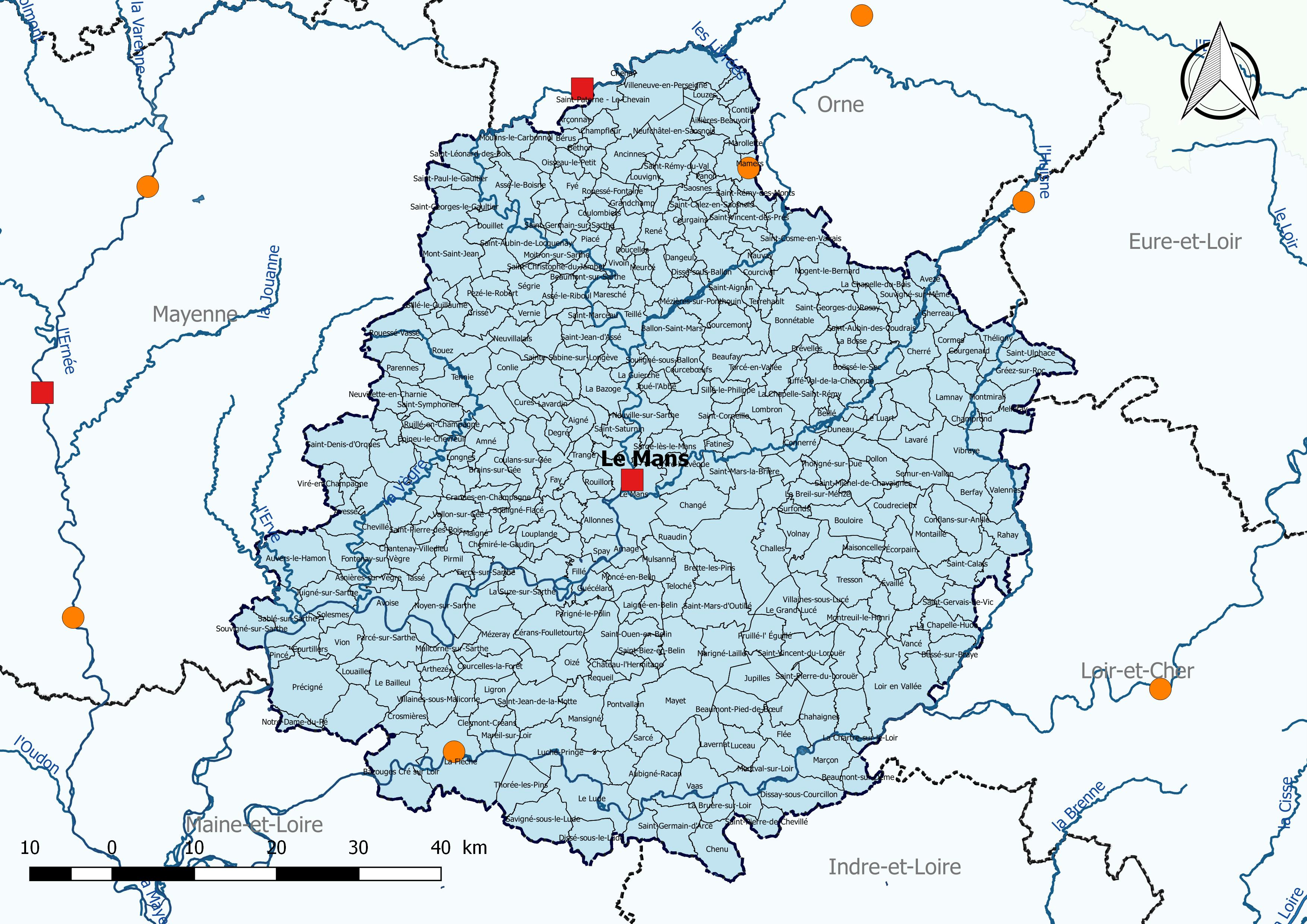
La Sarthe est entièrement dans le bassin DCE Loire-Bretagne.
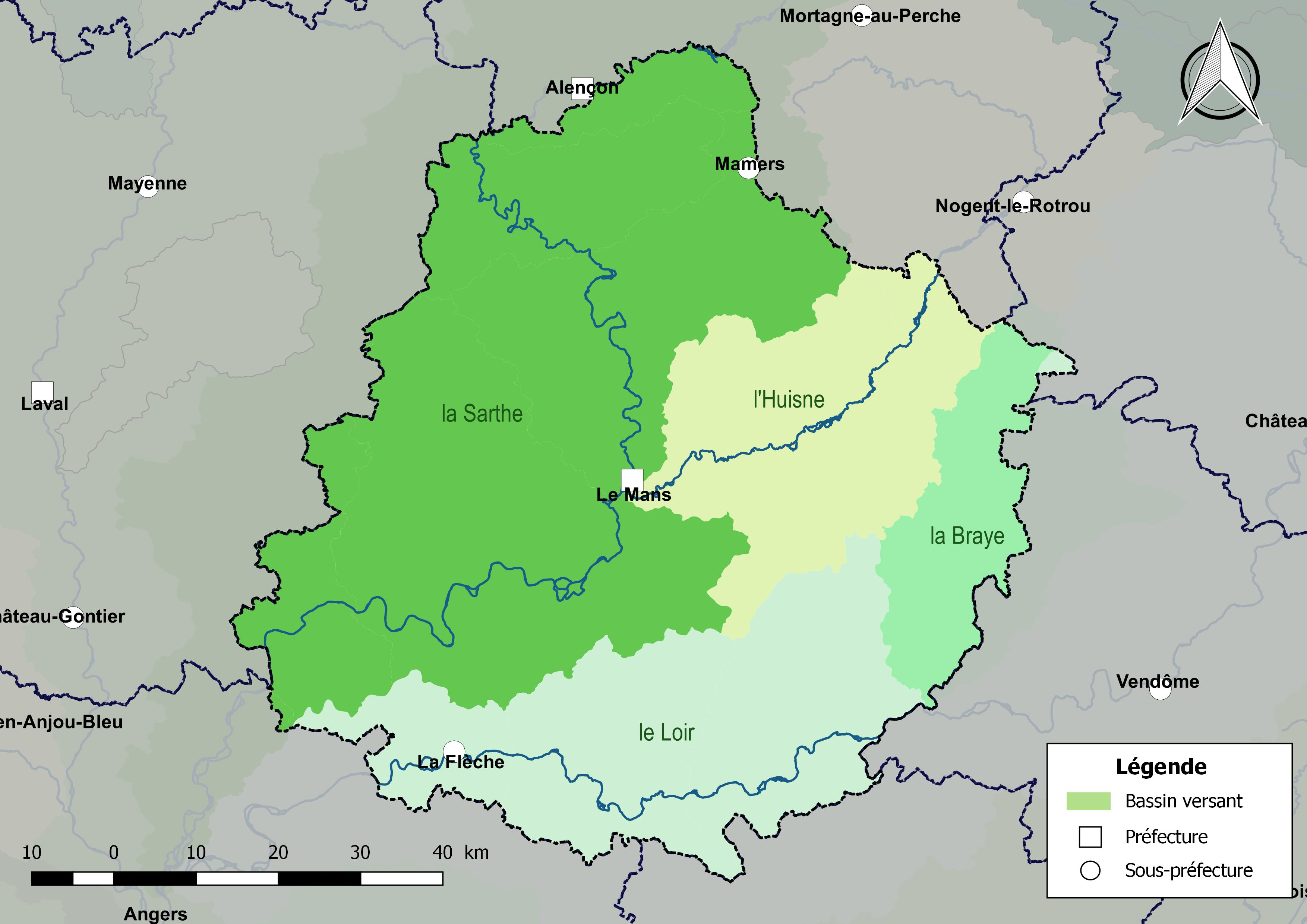
Les quatre principaux bassins versants de la Sarthe.

## Espaces naturels
- Parc naturel régional Normandie-Maine
- Forêt de Bercé
- Forêt de Perseigne

## Géographie humaine

Carte routière

L'aire urbaine du Mans regroupe la moitié de la population du département.
Le département est traversé par 3 autoroutes : l'A28, l'A11 et l'A81. Celles-ci se croisent au niveau du Mans.